# 山室村 (富山県)
山室村（やまむろむら）は、かつて富山県上新川郡にあった村。村明は中世以来の山室郷からとられており、「肯構泉達録」によると、越中神話に登場する室生彦に由来するという。

## 沿革
- 1889年（明治22年）4月1日 - 町村制の施行により、上新川郡山室江口村、山室町村、中市村、天正寺村、東長江村、西長江村、石金村、秋吉村、秋吉新村、古寺村、東公文名村、柿木荒屋村、上中川原村、流杉村、西公文名村の区域の一部及び清水村の区域の一部をもって、上新川郡山室村が発足する[1]。
- 1937年（昭和12年）4月5日 - 大字清水、大字館出、大字西公文名、大字石金、大字中市、大字長江及び大字西長江の区域を富山市に編入する。
- 1942年（昭和17年）5月20日 - 富山市に編入する。

## 歴代村長
出典→
1. 直江寧邦（1889年4月1日 - 1891年3月22日）
2. 中川助太郎（1891年4月7日 - 1895年3月18日）
3. 竹林善作（1895年3月26日 - 1896年10月9日）
4. 貴家伝四郎（1896年11月18日 - 1896年11月25日）
5. 沢木又八（1896年12月 - 1903年1月31日）
6. 米沢三郎（1903年3月20日 - 1906年9月10日）
7. 日置初太郎（1906年10月15日 - 1910年5月17日）
8. 桑島文作（1910年6月18日 - 1912年9月21日）
9. 中川健太郎（1913年1月20日 - 1913年11月17日）
10. 藤井作右衛門（1913年12月1日 - 1916年7月29日）
11. 米沢三郎（1916年9月20日 - 1919年7月11日）
12. 浅地倫（1919年9月9日 - 1923年9月9日）
13. 浅地倫（1923年9月9日 - ）
14. 浅地倫（1928年9月9日 - ）
15. 浅地倫（1931年9月9日 - 1932年8月20日死去）
16. 舟山鉄次郎（1932年9月10日 - 1935年9月6日）
17. 舟山鉄次郎（11935年11月11日 - 1936年11月23日）
18. 藤井荘作（1939年3月11日 - 1941年2月26日）
19. 日置正一（1941年3月10日 - 1942年）